# 北海道立農業試験場
北海道立農業試験場（ほっかいどうりつのうぎょうしけんじょう）は、北海道にかつて設けられた公立の農業に関する試験研究普及機関またはその総称である。

## 概要
第二次世界大戦後GHQの指令により、国の農業技術研究体制を刷新するために試験研究機関を再編整備することとなり、国立の試験場（農事、園芸、茶事、畜産、開拓）が執っていた専門別縦割りの本支場体制を改め、農業技術研究所のほかに各地域（北海道、東北、関東東山、北陸、東海近畿、中国四国、九州）に総合試験場を置くこととした。北海道では他地域と異なり、従前北海道農業試験場により国費および地方費を含めて各分野で一体化・総合化して運営されていたため、農業試験場を国立と道立とに分離することとなった。1950年4月に国立の農林省（現・農林水産省）北海道農業試験場が発足し、遅れて同年11月に北海道立農業試験場条例等が施行され、北海道立農業試験場、北海道立種畜場（後の北海道立新得畜産試験場、新得町）、北海道立種羊場（後の北海道立滝川畜産試験場、滝川町(現・滝川市)）が発足した。北海道立農業試験場は主に普及と直結した地域対応的・応用的試験研究を担当し、原々種増殖を付帯事業として行うこととした。発足当初は農業試験場本場（琴似町(現・札幌市西区琴似)、国立の一画に同居）のほか、上川（永山村(現・旭川市永山)、旧上川支場）、渡島（大野村(現・北斗市)、旧渡島支場）、十勝（帯広市、旧十勝支場）、根室（中標津町、旧根室支場）、北見（北見市、旧北見支場）、天北（天塩町、旧上川支場天塩分場）の各支場と、原々種農場本場（滝川町(現・滝川市)に新設）のほか、札幌（札幌市、旧札幌原種圃、北海道立農業試験場種芸部を併置）、女満別（女満別村(現・大空町)、旧女満別麦類試験地）、檜山（厚沢部村(現・厚沢部町)、旧渡島支場檜山分場）の各分場で構成された。旧支場の分場（元の農事試作場）は、天北支場および原々種農場檜山分場となった2か所を除き、廃止されて道営原種圃場等に転用された。また、従来の経緯から道立の場長は国立の場長が併任し、当面の間急激な変化を避け両者が密接な関係をもって業務が遂行されるよう配慮された。
その後、1952年に原々種農場札幌分場および檜山分場を廃止し、札幌分場に併置されていた北海道立農業試験場種芸部が単置となり、宗谷支場（浜頓別町に新設）、岩宇園芸試験地（発足村(現・共和町)に新設）、岩見沢試験地（岩見沢市、旧岩見沢水稲試験地）がそれぞれ設置された。1955年に原々種農場女満別分場を士別市へ移転して原々種農場士別分場とし、岩見沢試験地を空知支場とした。旧女満別分場跡地には北見支場大麦指定試験地を新設した。1958年に原々種農場士別分場に上川支場畑作課を併置した。1959年に北見支場が隔地にあった女満別町の大麦指定試験地もあわせて訓子府町への移転を完了した。1961年に十勝支場が芽室町への移転を完了した。1962年に江部乙りんご試験地（江部乙町(現・滝川市江部乙町)）が民間より北海道に移管された。
1964年に北海道立農業試験場条例が改正され、本支場制を改め、本場に空知支場、岩宇園芸試験地、江部乙りんご試験地を統合し原々種農場を附置して北海道立中央農業試験場とし、国立・道立分離以来の慣例であった場長の併任を解消した。各支場は独立し、この際、宗谷支場を天北農業試験場とし、天北支場を天北農業試験場天塩支場とした。また渡島支場を道南農業試験場に、根室支場を根釧農業試験場にそれぞれ改称した。あわせて新得・滝川の両畜産試験場（1962年に改組）を含めた農畜一体の体制とし、全体を「北海道立農業試験場」と総称した。原々種農場士別分場は廃止され、併置されていた上川農業試験場畑作科が単置となった。
その後、1966年に中央農業試験場本場が隔地にあった畑作部・園芸部（旧北海道立農業試験場種芸部）もあわせて長沼町に移転した。1971年に中央農業試験場岩宇園芸試験地を廃止した。1982年に天北農業試験場天塩支場を廃止した。1986年に中央農業試験場江部乙りんご試験地を廃止し、中央農業試験場原々種農場を植物遺伝資源センターに独立・改組した。1994年に上川農業試験場が隔地にあった畑作科・園芸科（旧北海道立農業試験場上川支場畑作課）もあわせて比布町に移転した。1996年に花・野菜技術センターを滝川市に新設した。2000年に新得および滝川の両畜産試験場を統合して北海道立畜産試験場とし、新得を本場とし滝川を試験地とした。2006年に植物遺伝資源センターを中央農業試験場に併合して遺伝資源部とし、天北農業試験場を上川農業試験場に併合して天北支場とした。
2010年に畜産試験場滝川試験地を廃止し、その他を地方独立行政法人北海道立総合研究機構に移管した。

## 沿革

### 本場・支場等
北海道立農業試験場
北海道立総合研究機構中央農業試験場を参照
北海道立農業試験場上川支場
北海道立総合研究機構上川農業試験場を参照
北海道立農業試験場渡島支場
北海道立総合研究機構道南農業試験場を参照
北海道立農業試験場十勝支場
北海道立総合研究機構十勝農業試験場を参照
北海道立農業試験場根室支場
北海道立総合研究機構根釧農業試験場を参照
北海道立農業試験場北見支場
北海道立総合研究機構北見農業試験場を参照
北海道立農業試験場天北支場
北海道庁立天塩農事試作場を参照
北海道立農業試験場宗谷支場
北海道立総合研究機構酪農試験場天北支場を参照
北海道立農業試験場空知支場
北海道立総合研究機構中央農業試験場岩見沢試験地を参照
北海道立新得畜産試験場
北海道立総合研究機構畜産試験場を参照
北海道立滝川畜産試験場
1906年 - 国費により、農商務省月寒種牛牧場滝川支場が空知郡滝川村（現・滝川市）に設置される。
1916年 - 農商務省畜産試験場北海道支場滝川分場に改称される。
1918年 - 農商務省滝川種羊場に改称される。
1931年 - 農林省種羊場滝川分場に改称される。
1932年 - 北海道庁に移管され、北海道庁種羊場となる。
1942年 - 北海道農業試験場滝川種羊場となる。
1950年 - 北海道立種羊場となる。
1958年 - 北海道立滝川種畜場に改称される。
1962年 - 北海道立滝川畜産試験場に改組され、中小家畜の試験研究機関として発足する。
2000年 - 北海道立新得畜産試験場と統合し、北海道立畜産試験場滝川試験地となる。
2010年 - 滝川試験地が廃止される。
北海道立植物遺伝資源センター
北海道立総合研究機構中央農業試験場遺伝資源部を参照
北海道立花・野菜技術センター
北海道立総合研究機構花・野菜技術センターを参照

### 原々種農場・隔地試験地
北海道立農業試験場原々種農場
北海道立総合研究機構中央農業試験場遺伝資源部を参照
北海道立農業試験場原々種農場札幌分場・北海道立農業試験場種芸部
北海道農事試験場札幌原種圃を参照
北海道立農業試験場原々種農場女満別分場・北海道立農業試験場北見支場大麦指定試験地
北海道農業試験場女満別麦類試験地を参照
北海道立農業試験場原々種農場檜山分場
北海道庁立檜山農事試作場を参照
北海道立農業試験場原々種農場士別分場・北海道立農業試験場上川支場畑作課
1955年 - 女満別分場が廃止、士別市東山村に移転され、原々種農場士別分場となる。
1958年 - 北海道立農業試験場上川支場畑作課が併置される。
1964年 - 原々種農場士別分場が廃止される。北海道立上川農業試験場畑作科が単置となる。
1994年 - 北海道立上川農業試験場研究部畑作科・園芸科が本場整備と併せて比布町に移転となり、士別市駐在が廃止される。
北海道立農業試験場岩宇園芸試験地
1952年 - 北海道立農業試験場岩宇園芸試験地が岩内郡発足村（現・共和町）に設置される。
1964年 - 北海道立中央農業試験場岩宇園芸試験地となる。
1971年 - 岩宇園芸試験地が廃止される。
北海道立農業試験場江部乙りんご試験地
1957年 - 空知果樹振興協議会により空知果樹園芸試験地が空知郡江部乙町（現・滝川市江部乙町）に設置される。
1962年 - 北海道に移管され、北海道立農業試験場江部乙りんご試験地となる。
1964年 - 北海道立中央農業試験場江部乙りんご試験地となる。
1986年 - 江部乙りんご試験地が廃止される。